# Gottlieb Schick
Pour les articles homonymes, voir Schick.
Gottlieb Schick est un peintre né à Stuttgart le 15 août 1776, décédé le 7 mai 1812 dans la même ville. Avec le sculpteur Johann Heinrich Dannecker, c'est un représentant majeur du néo-classicisme souabe (Schwäbischer Klassizismus). À Paris de 1802 à 1811, il fut élève de David, comme un de ses compatriotes, le peintre Eberhard Wächter.

## Œuvre
- Portrait de Heinrike Dannecker (1802) inachevé, huile sur toile, 88 × 67 cm, Staatsgalerie, Stuttgart[1]
- Portrait de Wilhelmine von Cotta (1802), huile sur toile, 132 × 140 cm, Staatsgalerie, Stuttgart[2]
- Portrait d'Adelheid et Gabriele von Humboldt, ca. 1800, Berlin

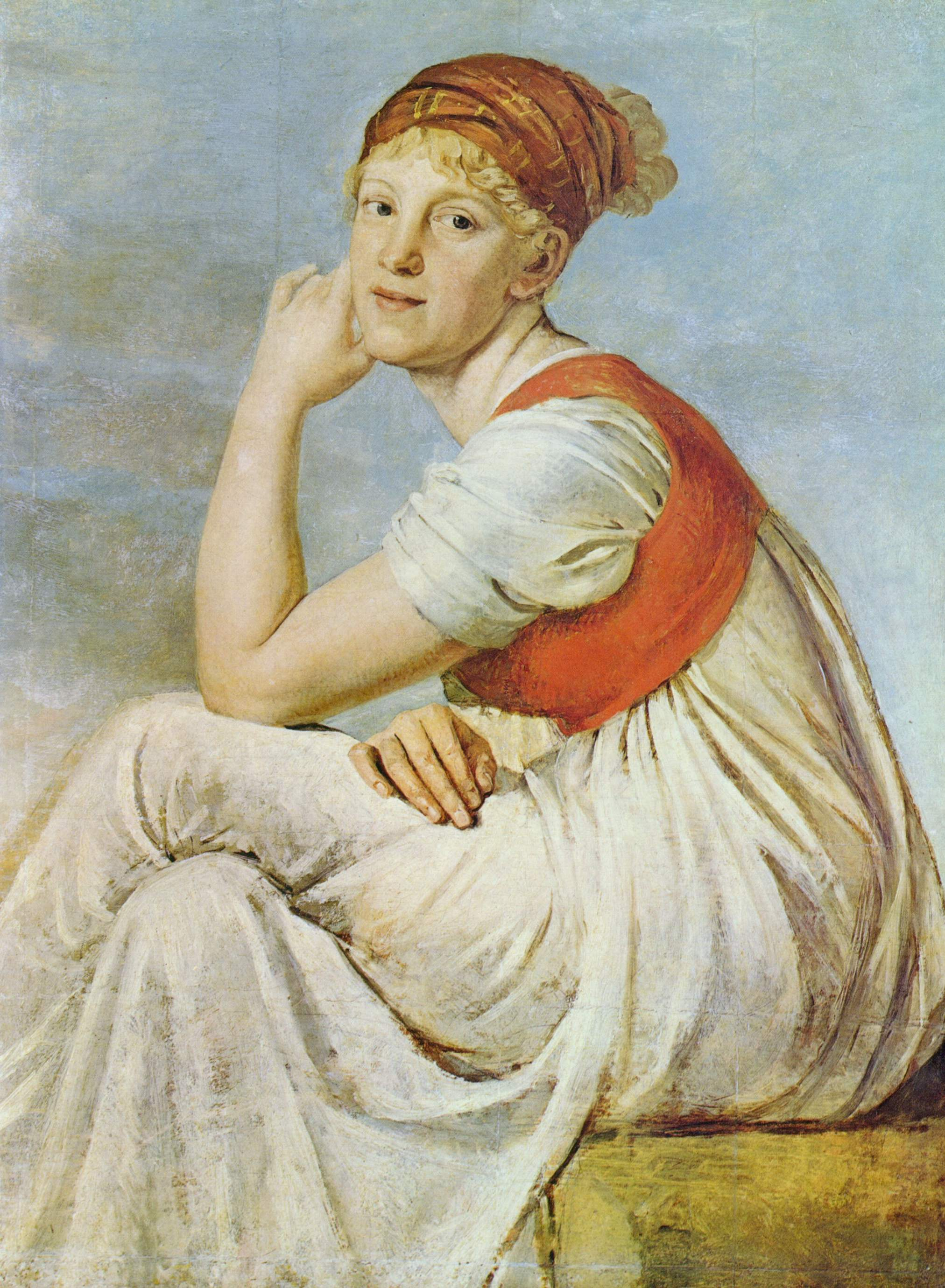
Portrait de Heinrike Dannecker, 1802, Staatsgalerie, Stuttgart
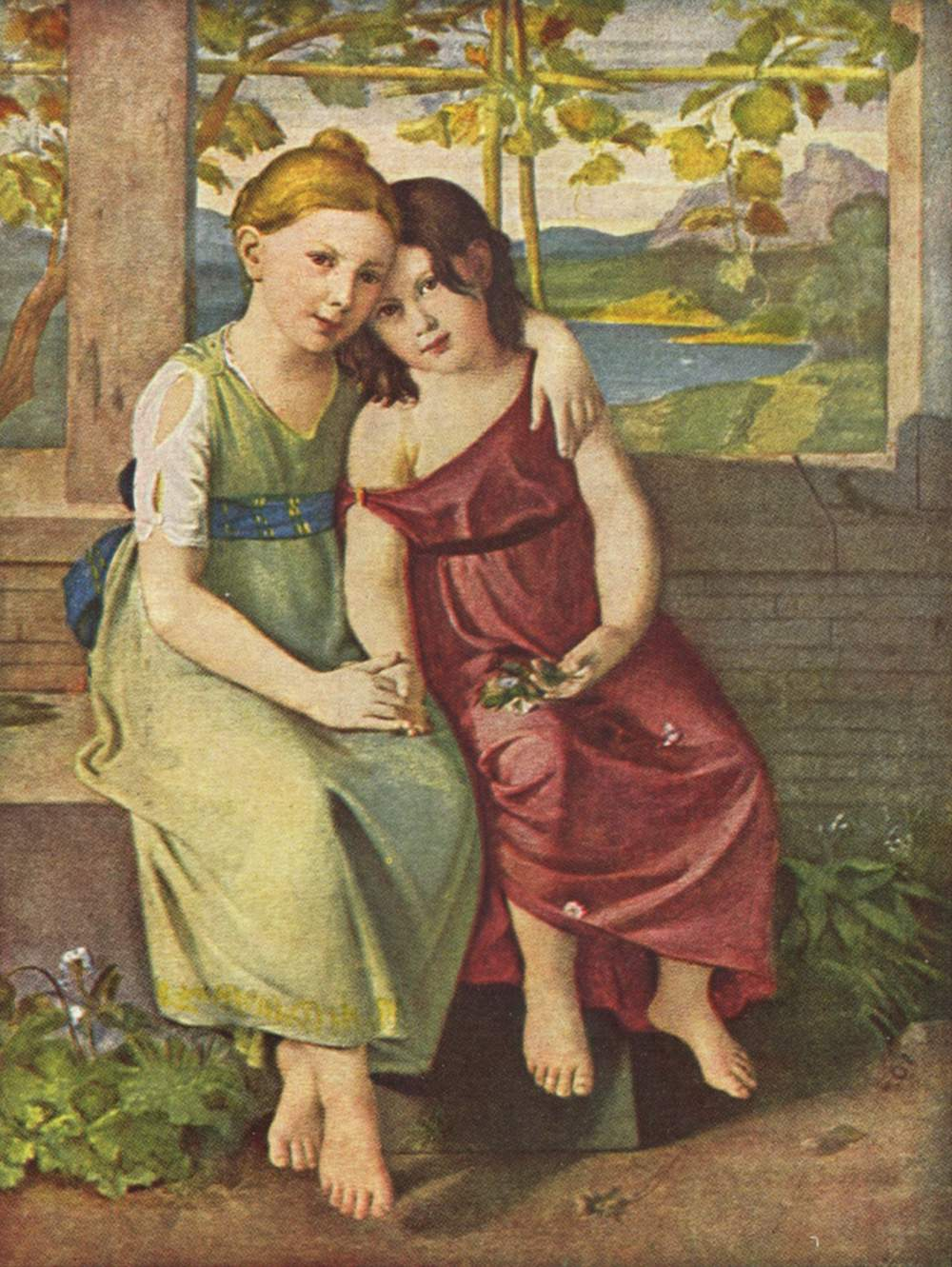
Portrait d'Adelheid et Gabriele von Humboldt, ca. 1800, Berlin
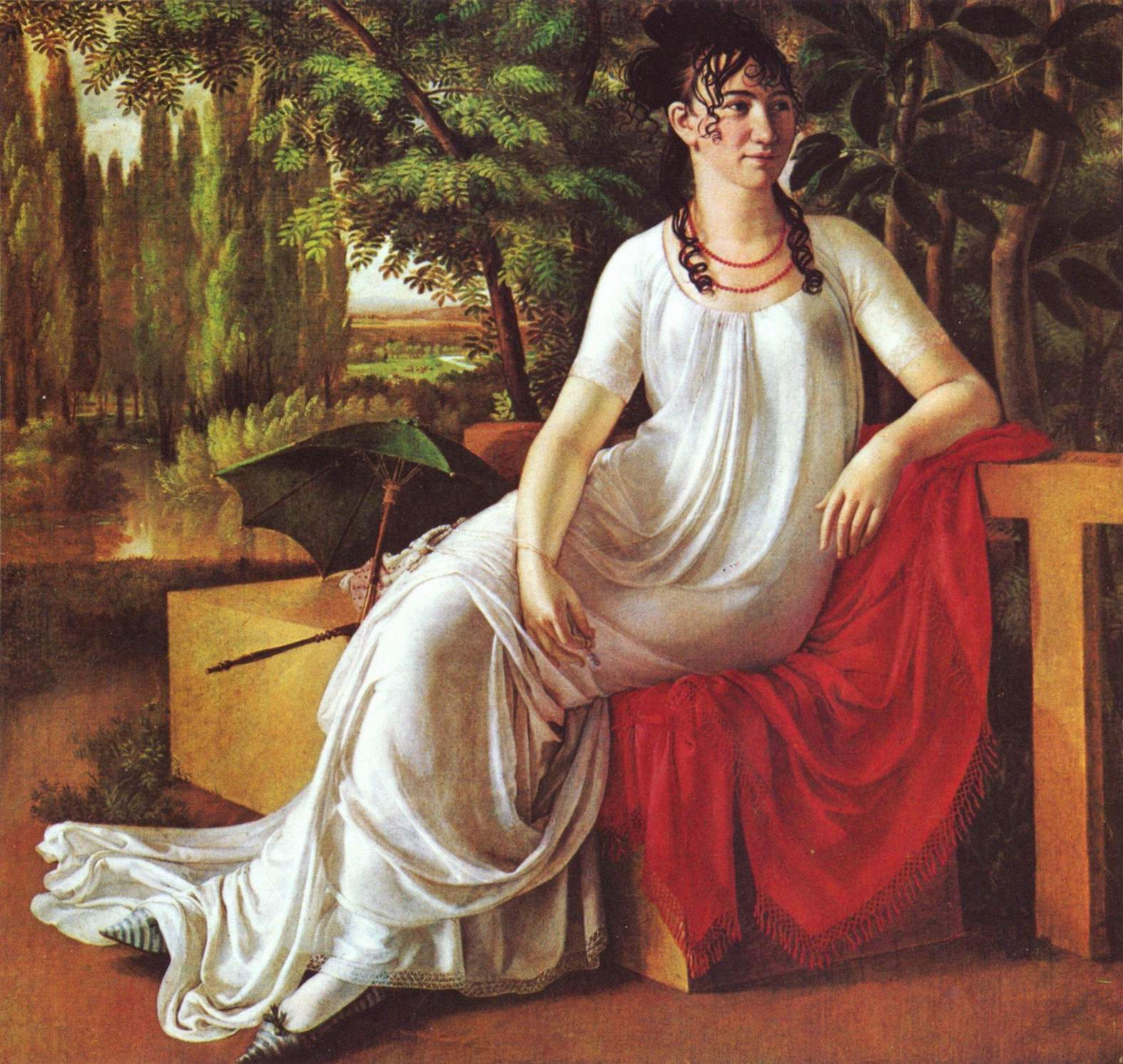
Portrait de Wilhelmine von Cotta, 1802 Staatsgalerie, Stuttgart